# 198 Dywizja Piechoty (III Rzesza)
198 Dywizja Piechoty (niem. 198. Infanterie-Division) – niemiecka dywizja z czasów II wojny światowej, uczestniczyła m.in. w agresji na Danię i ataku na Związek Radziecki.

## Formowanie i walki
Sformowana na mocy rozkazu z 1 grudnia 1939, w 7. fali mobilizacyjnej w rejonie Pragi i Pilzna w okupowanej Czechosłowacji przez V Okręg Wojskowy. W 1940 roku brała udział w inwazji na Danię w składzie XXXI Korpusu Armijnego, a w 1941 roku w agresji na Grecję i ataku na Związek Radziecki. Do 1944 roku walczyła przeciw Armii Czerwonej, a od 1945 roku przeciw armii USA. Dużych strat doznała walcząc w rejonie przyczółka Kolmar. W rejonie Necker oddał się do niewoli armii USA.

## Dowódcy dywizji
- gen. mjr Otto Röttig  10 I 1940 – 10 IV 1942;
- gen. mjr Albert Buck 10 IV 1942 – 27 VIII 1942;
- gen. Ludwig Müller 27 VIII 1942 – 5 II 1943;
- gen. por. Hans – Joachim von Horn 5 II 1943 – 1 VI 1943;
- gen. mjr Otto Richter 1 VI 1943 – 1 VIII 1944;
- gen. por. Kurt Oppenländer 1 VIII 1944 – 5 VIII 1944;
- gen. mjr Alfred Kuhnert 5 VIII 1944 – 1 IX 1944;
- gen. mjr Otto Schiel 1 IX 1944 – 18 I 1945;
- płk (gen. mjr) Konrad Barde 18 I 1945 – 26 IV 1945;
- gen. por. Helmuth Städke 26 IV 1945 – 8 V 1945;

## Struktura organizacyjna
- Stan w grudniu 1939:

305. i 308. pułk piechoty, 235. dywizjon artylerii lekkiej;
- Stan w styczniu 1940:

305., 308. i 326. pułk piechoty, 235. pułk artylerii, 235. batalion pionierów, 235. oddział rozpoznawczy, 235. oddział przeciwpancerny, 235. oddział łączności, 235. polowy batalion zapasowy;
- Stan we wrześniu 1943:

305., 308. i 326. pułk grenadierów, 235. pułk artylerii, 235. batalion pionierów, 198. dywizyjny batalion fizylierów, 235. oddział przeciwpancerny, 235. oddział łączności, 235. polowy batalion zapasowy;